# Eurobowl

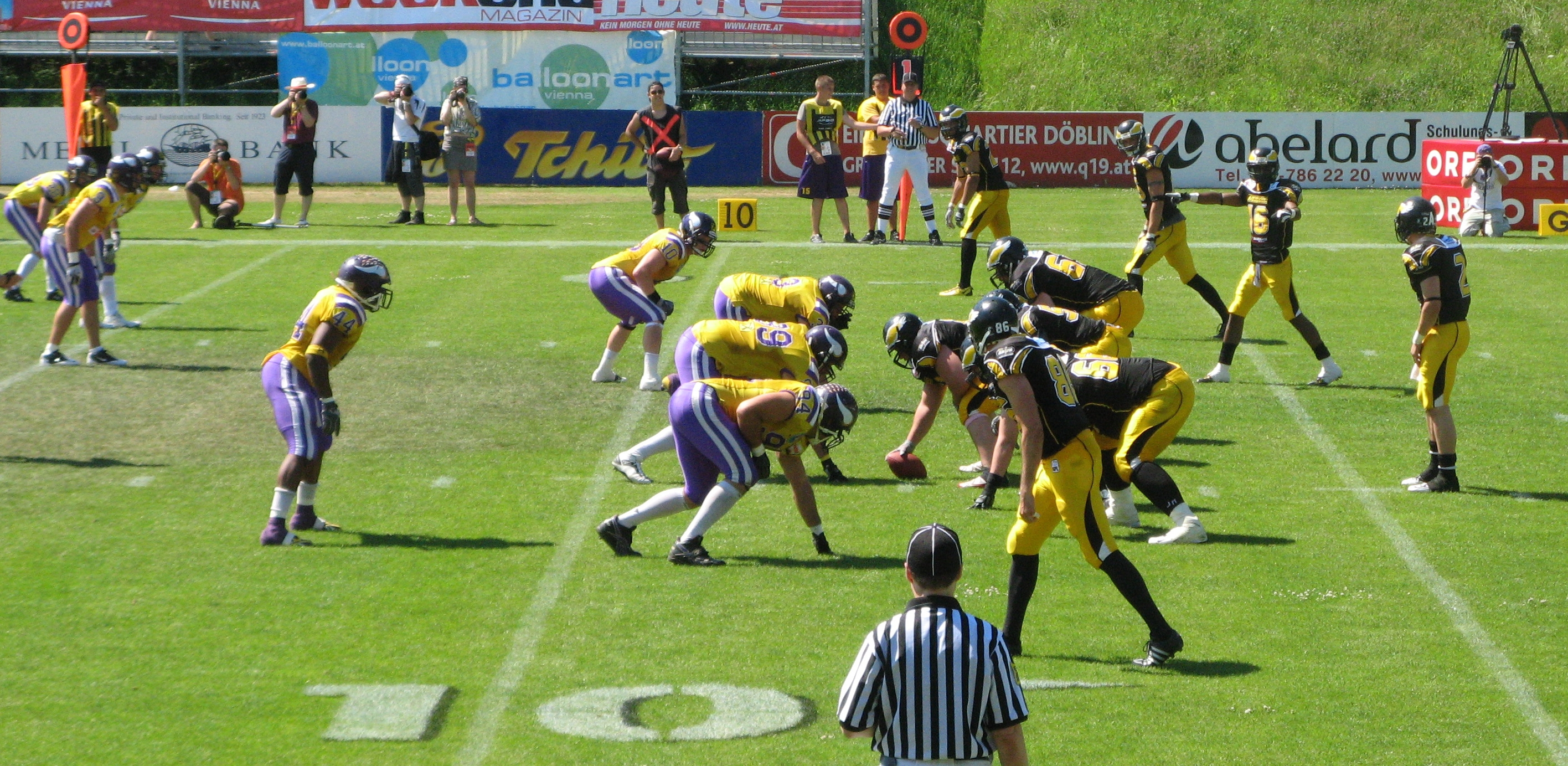
Imatge del Eurobowl de la temporada 2010 entre Berlin Adler i Vienna Vikings.

L'Eurobowl és la final de la Lliga Europea de Futbol Americà, i l'àlies del títol que aconsegueix el campió. Ho organitza la Federació Europea de Futbol Americà. Des del 2014 és el trofeu de la Lliga de Futbol Big6 Europea (Big6). Abans, era l'últim partit de la lliga de futbol (EFL).
Es tracta del partit més important del futbol americà entre clubs d'Europa. La primera Eurobowl es va jugar en 1986. Entre 1989 i 1999 el vencedor rebia el Trofeu Ulrico Lucarelli, anomenat així pel dirigent italià que va presidir Legnano Frogs.
L'equip que ha vençut en més ocasions és el Braunschweig Lions, que ho ha fet en 6 ocasions (1999, 2003, 2015, 2016, 2017 i 2018). A continuació, amb 5 victòries, es troba el Vienna Vikings (2004, 2005, 2006, 2007 i 2013).

## Palmarès
| Edició (any)  | Seu                | Campió              | Resultat | Subcampió                  |
| ------------- | ------------------ | ------------------- | -------- | -------------------------- |
| XXXII (2018)  | Frankfurt del Main | Braunschweig Lions  | 20-19    | Frankfurt Universe         |
| XXXI (2017)   | Frankfurt del Main | Braunschweig Lions  | 55-14    | Frankfurt Universe         |
| XXX (2016)    | Innsbruck          | Braunschweig Lions  | 35-21    | Tirol Raiders              |
| XXIX (2015)   | Braunschweig       | Braunschweig Lions  | 24-14    | Schwäbisch Hall Unicorns   |
| XXVIII (2014) | Berlín             | Berlin Adler        | 20-17    | Braunschweig Lions         |
| XXVII (2013)  | Innsbruck          | Vienna Vikings      | 37-14    | Tirol Raiders              |
| XXVI (2012)   | Vaduz              | Calanda Broncos     | 27-14    | Vienna Vikings             |
| XXV (2011)    | Innsbruck          | Tirol Raiders       | 27-12    | Berlin Adler               |
| XXIV (2010)   | Viena              | Berlin Adler        | 34-31    | Vienna Vikings             |
| XXIII (2009)  | Innsbruck          | Tirol Raiders       | 30-19    | La Courneuve Flaix         |
| XXII (2008)   | Innsbruck          | Tirol Raiders       | 28-24    | Vienna Vikings             |
| XXI (2007)    | Viena              | Vienna Vikings      | 70-19    | Marburg Mercenaries        |
| XX (2006)     | Viena              | Vienna Vikings      | 41-9     | La Courneuve Flaix         |
| XIX (2005)    | Viena              | Vienna Vikings      | 29-6     | Bergamo Lions              |
| XVIII (2004)  | Viena              | Vienna Vikings      | 53-20    | Bergamo Lions              |
| XVII (2003)   | Braunschweig       | Braunschweig Lions  | 21-14    | Vienna Vikings             |
| XVI (2002)    | Braunschweig       | Bergamo Lions       | 27-20    | Braunschweig Lions         |
| XV (2001)     | Viena              | Bergamo Lions       | 28-11    | Vienna Vikings             |
| XIV (2000)    | Hamburg            | Bergamo Lions       | 42-20    | Hamburg Blue Devils        |
| XIII (1999)   | Hamburg            | Braunschweig Lions  | 27-23    | Hamburg Blue Devils        |
| XII (1998)    | Hamburg            | Hamburg Blue Devils | 38-19    | La Courneuve Flaix         |
| XI (1997)     | Stuttgart          | Hamburg Blue Devils | 35-14    | Bologna Phoenix            |
| X (1996)      | Stuttgart          | Hamburg Blue Devils | 21-14    | Aix-en-Provence Argonautes |
| IX (1995)     | Stuttgart          | Düsseldorf Panthers | 21-14    | London Olympians           |
| VIII (1994)   | Stuttgart          | London Olympians    | 26-23    | Bergamo Lions              |
| VII (1993)    | Brussel·les        | London Olympians    | 42-21    | Amsterdam Crusaders        |
| VI (1992)     | Upsala             | Amsterdam Crusaders | 42-24    | Torino Giaguari            |
| V (1991)      | Offenbach del Meno | Amsterdam Crusaders | 21-20    | Berlin Adler               |
| IV (1990)     | Rímini             | Manchester Spartans | 34-22    | Legnano Frogs              |
| III (1989)    | Milà               | Legnano Frogs       | 27-23    | Amsterdam Crusaders        |
| II (1988)     | Londres            | Hèlsinki Roosters   | 35-14    | Amsterdam Crusaders        |
| I (1986)      | Ámsterdam          | Vantaan Taft        | 16-2     | Bologna Doves              |